# Bombycilla
Bombycilla er en lille slægt af spurvefugle med karakteristisk silkebløde fjer og en fjertop på hovedet. De yngler i de subarktiske dele af Europa, Asien og Nordamerika. Danmark gæstes i vinterhalvåret af silkehalen, Bombycilla garrulus.
Vingerne er lange og spidse, halen er lige afskåret og næbbet er kort med bred basis. Fodens tarse er kort.

## Arter
De tre arter i silkehaleslægten:
- Silkehale, Bombycilla garrulus
- Japansk silkehale, B. japonica
- Cedersilkehale, B. cedrorum